# 原古杯
原古杯（學名：Archaeocyathus）是一屬已滅絕的古杯動物，生存於早寒武世至中寒武世。其化石分布於亞洲、歐洲、北美、大洋洲及南極洲。體具多孔的內、外壁，壁間發育著彎曲程度不同的曲板，中央腔明顯，泡沫板極少發育。

## 物種[2]
- Archaeocyathus atlanticus Billings, 1861